# Saulxures-sur-Moselotte
Saulxures-sur-Moselotte település Franciaországban, Vosges megyében. Lakosainak száma 2537 fő (2022. január 1.). Saulxures-sur-Moselotte Basse-sur-le-Rupt, Ferdrupt, Ramonchamp, Le Ménil, Cornimont, Thiéfosse és Rupt-sur-Moselle községekkel határos.

## Népesség
A település népessége az elmúlt években az alábbi módon változott:
| Lakosok száma | 2721 | 2691 | 2731 | 2588 | 2540 | 2517 | 2514 | 2510 | 2537 |
|               | 2013 | 2015 | 2016 | 2017 | 2018 | 2019 | 2020 | 2021 | 2022 |